# Lil Tracy
Lil Tracy, född 3 oktober 1995 i Teaneck i New Jersey, är en amerikansk rappare och låtskrivare.

## Diskografi

### Studioalbum
- Anarchy (2019)
- Designer Talk 2 (2020)

### Mixtapes
- Cascadia Vibes (2013)
- Information (2013)
- Indigo Soul Mixtape (2014)
- Depression (2014)
- Asaku's Forest (2014)
- e m o c e a n (2014)
- ElegantAngel (2015)
- When Angels Cry (Death Has Wings) (2015)
- u,_u (2015)
- Vintage LSD (2015)
- Baeboyy (2015)
- Tracy World (2016)
- 757 Virginia Hood Nightmares (The Unknown Story) (2016)
- Moon Stones (2016)
- Tracy's Manga (2017)
- XOXO (2017)
- Life of a Popstar (2017)

### EP-skivor
- Icy Robitussin 森林之神杨 (2014)
- Heaven's Witch (2015)
- Kim K & Kanye (2015)
- Vampire Spendin' Money (2016)
- Free Tracy Campaign (2016)
- Desire (2016)
- Castles (med Lil Peep) (2016)
- Castles II (med Lil Peep) (2017)
- Fly Away (med Lil Raven) (2017)
- Hollywood High (med Mackned) (2017)
- Designer Talk (2018)
- Sinner (2018)